# David Cameron
David William Donald Cameron, Barão Cameron de Chipping Norton (Londres, 9 de outubro de 1966) é um político britânico que serviu como primeiro-ministro do Reino Unido entre 11 de maio de 2010 e 13 de julho de 2016. Também foi líder do Partido Conservador de 2005 a 2016. É visto como um one-nation Tory, da ala moderada do seu partido, defendendo o livre mercado, a redução do tamanho do governo em favor da iniciativa privada e algumas políticas sociais. De 2023 a 2024, ocupou o cargo de Secretário de Estado das Relações Exteriores, Commonwealth e Desenvolvimento, do governo de Rishi Sunak.

## Início da vida
Cameron nasceu em Londres, mas passou grande parte de sua vida em Totley, perto de Sheffield. É filho do comerciante Ian Donald Cameron e sua esposa, Mary Fleur Mont, a segunda filha de sir William Malcolm Mount, 2° Baronete. Seu pai nasceu na Blairmore School, perto de Huntly, na Escócia, que foi construída pelo seu tataravô Alexander Geddes, por parte do avô materno Donald Ewen Cameron, que fez fortuna no negócio de grãos em Chicago e havia retornado para a Escócia em 1880. A família Cameron é originária de Inverness, na área das Highlands escocesas. Cameron descende, também, do banqueiro judeu originário da Alemanha, Emile Levita.
Sua família paterna tem uma longa história no mundo financeiro: o bisavô de David Cameron, Arthur Francis Levita (irmão de sir Cecil Levita), da agência de corretores de bolsa Panmure Gordon, e seu tataravô Sir Ewen Cameron, diretor do escritório em Londres do Banco de Hong Kong e Shanghai (parte do HSBC Company), assumiram um papel importante nas negociações dirigidas pelos Rothschild com o governador do Banco do Japão, e depois primeiro-ministro japonês, Takahashi Korekiyo, para a venda de bônus durante a guerra russo-japonesa (1904-1905).
Assim como seus antecessores, Tony Blair e Gordon Brown, David Cameron é descendente direto de uma cabeça coroada. No seu caso, é descendente do rei Guilherme IV do Reino Unido e de sua amante Dorothea Jordan, pela linha da avó materna de seu pai, Stephanie Levita, filha de sir Alfred Cooper, que foi pai do também político e escritor Duff Cooper, avô do editor e literato Rupert Hart-Davis e do historiador John Julius Norwich, e bisavô do apresentador de televisão Adam Hart-Davis e do jornalista e escritor Duff Hart-Davis.[carece de fontes?] Sua mãe é prima do escritor e crítico político Ferdinand Mount.
Cameron também é descendente de Elias Levita.

## Começo da carreira
Cameron estudou Filosofia, Política e Economia (PPE) no Brasenose College, Oxford, ganhando a primeira classe de licenciatura. Ele, então, juntou-se ao Departamento de Investigação Conservadora e tornou-se assessor especial de Norman Lamont, e, em seguida, para Michael Howard. Foi Diretor de Assuntos Corporativos na Carlton Communications por sete anos.
Ele foi derrotado em sua primeira candidatura para o Parlamento em Stafford, em 1997, mas foi eleito em 2001 como membro do Parlamento pelo círculo eleitoral de Witney em Oxfordshire. Ele foi promovido para o banco da frente da oposição, dois anos depois, e subiu rapidamente para se tornar chefe de coordenação política durante a campanha eleitoral de 2005. Com uma imagem pública de um candidato moderado jovem que iria apelar para os eleitores jovens, ele ganhou a eleição para a liderança conservadora em 2005.
Cameron trabalhou no Departamento de Pesquisa do Partido Conservador ao sair de Oxford, tornando-se assessor do ex-primeiro-ministro conservador John Major. Durante sete anos, foi chefe de relações públicas da emissora comercial Carlton, elegendo-se em 2001 para a cadeira dos conservadores por Witney na Casa dos Comuns.
Em 2005, tornou-se líder da oposição . Buscou pôr fim à resistência dos conservadores em relação à integração total do Reino Unido à União Europeia e tentou reposicionar os conservadores como um partido que se importava com o meio ambiente e com o sistema de saúde público britânico. Na medida do possível, trouxe mais candidatos mulheres e de minorias étnicas. Buscou, assim, renovar o partido, retirando as velhas lideranças. Buscou, também, capitalizar os últimos escândalos sobre os gastos de deputados que sacudiu o governo trabalhista de Gordon Brown, criando a imagem de alguém comprometido com a moralidade na política. Sua atuação pela preservação do meio ambiente lhe rendeu reconhecimento internacional.
Na eleição geral de 2010, realizada no dia 6 de maio, os conservadores ganharam 306 assentos em um parlamento dividido. Após cinco dias de negociação, Cameron formou uma coalizão com os Liberais Democratas (Lib Dems). Ele formou o primeiro governo de coalizão do Reino Unido desde a Segunda Guerra Mundial. Aos 43 anos de idade, se tornou o mais jovem primeiro-ministro britânico desde o mandado do Conde de Liverpool em 1812. Também foi o primeiro inglês a ser primeiro-ministro desde John Major.
Com a renúncia de Brown em 11 de maio de 2010, após as eleições, passou a trabalhar na formação do novo gabinete, o primeiro conservador em treze anos e o primeiro de coalizão desde 1974 (gabinete de Harold Wilson). Cameron foi o mais jovem primeiro-ministro britânico em quase 200 anos.

## Primeiro-ministro
Em 11 de maio de 2010, após a renúncia de Gordon Brown do cargo de premier, Elizabeth II convidou Cameron a formar um governo. Com 43 anos, ele se tornou o primeiro-ministro mais jovem desde Robert Jenkinson, que tinha assumido o poder em 1812. Em seu primeiro discurso do lado de fora da 10 Downing Street, ele anunciou que seu partido formaria um governo de coalizão, o primeiro desde a Segunda Guerra Mundial, com os Liberais Democratas, pois nenhum lado conseguiu maioria absoluta no Parlamento nas eleições gerais de 2010.

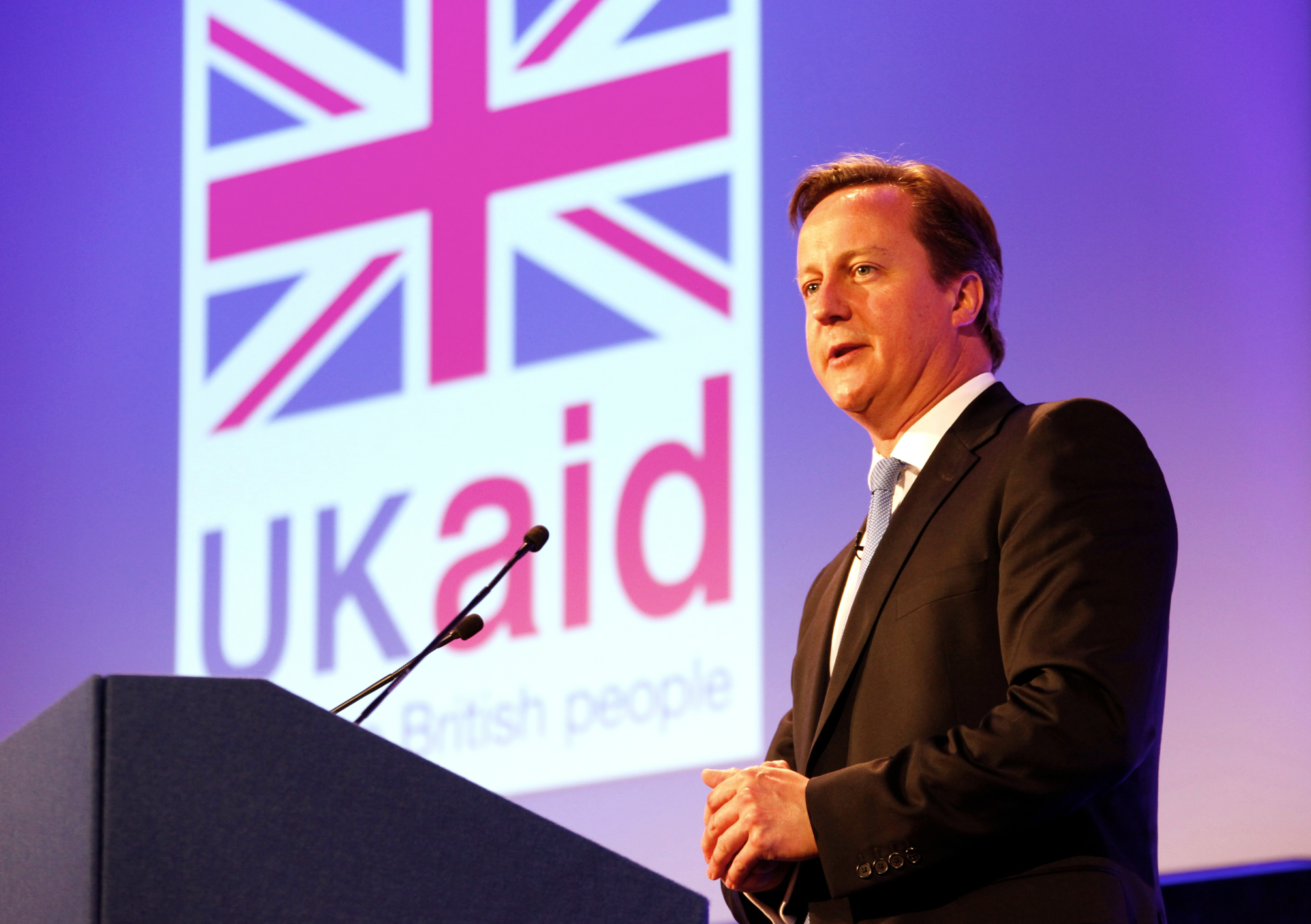
Cameron em 2012.

Cameron afirmou que sua administração iria "esquecer as diferenças partidárias e trabalhar pelo bem comum e pelo interesse nacional". Em uma das suas primeiras ações oficiais foi apontar Nick Clegg, líder do Partido Liberal Democrata, como Vice Primeiro-Ministro em 11 de maio de 2010. Assim, os Conservadores e Liberais passaram a controlar 363 assentos na Câmara dos Comuns, dando-lhes maioria para formar um governo.

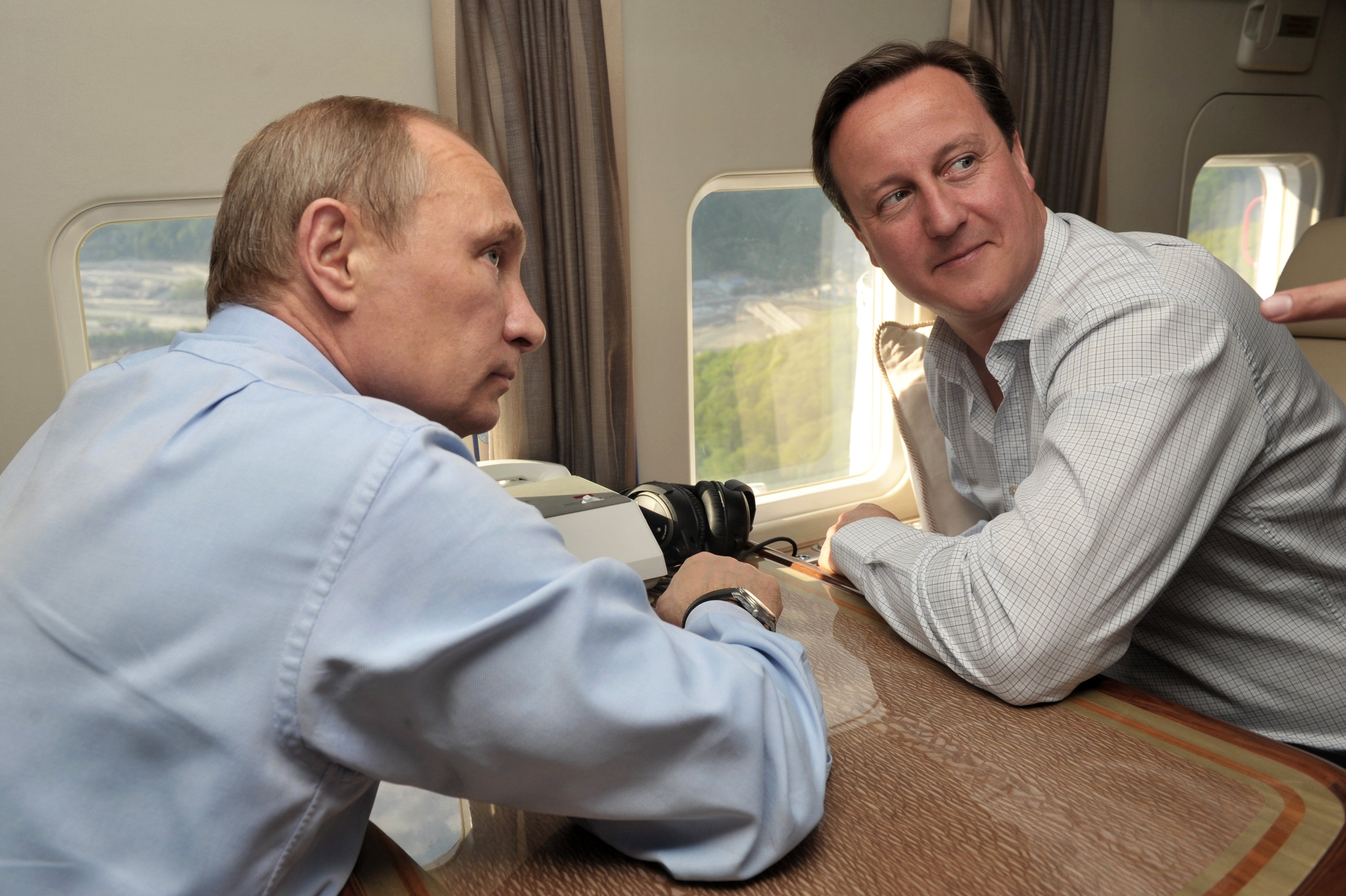
Primeiro-ministro David Cameron se reúne com o presidente russo, Vladimir Putin em 2013.

David pegou uma economia em recessão. Várias medidas econômicas foram adotadas para reverter a estagnação, como a redução de impostos para alguns setores e corte de gastos, mas o crescimento do país foi tímido nos anos seguintes. Contudo, Cameron viu progressos ao longo do caminho, como a redução do desemprego. Após anos de estagnação, o país começou então a apresentar um consistente crescimento econômico (um dos maiores da Europa). Para sanar os problemas financeiros, adotou diversas medidas de austeridade, que afetaram o sistema de saúde, educação e de assistências sociais. Leis para reformar e endurecer o sistema de imigração também foram passadas. Apesar do foco nas políticas internas, seu governo também viu crises no exterior. Em uma das votações mais importantes no que tange relações exteriores, foi sua derrota, a primeira em 100 anos para um primeiro-ministro em relação a política externa, na moção que queria passar, mas foi vetada na Câmara dos Comuns, que visava autorizar uma intervenção armada na Guerra Civil Síria, após o ataque químico em Ghouta que deixou mais de 1 700 mortos. Entre outras questões, também estava sua visão de que o Reino Unido deveria se afastar da União Europeia (UE). Em 2011, Cameron se tornou o primeiro líder britânico a vetar um tratado da UE. Ele também aceitou seguir a diante com o referendo sobre a independência da Escócia de 2014, embora não concordasse com este. David também se tornou o primeiro líder estrangeiro a visitar a cidade de Jaffna após o término da sangrenta Guerra civil do Sri Lanka. Em 2011, aprovou a participação britânica na intervenção armada da OTAN na Guerra Civil Líbia.

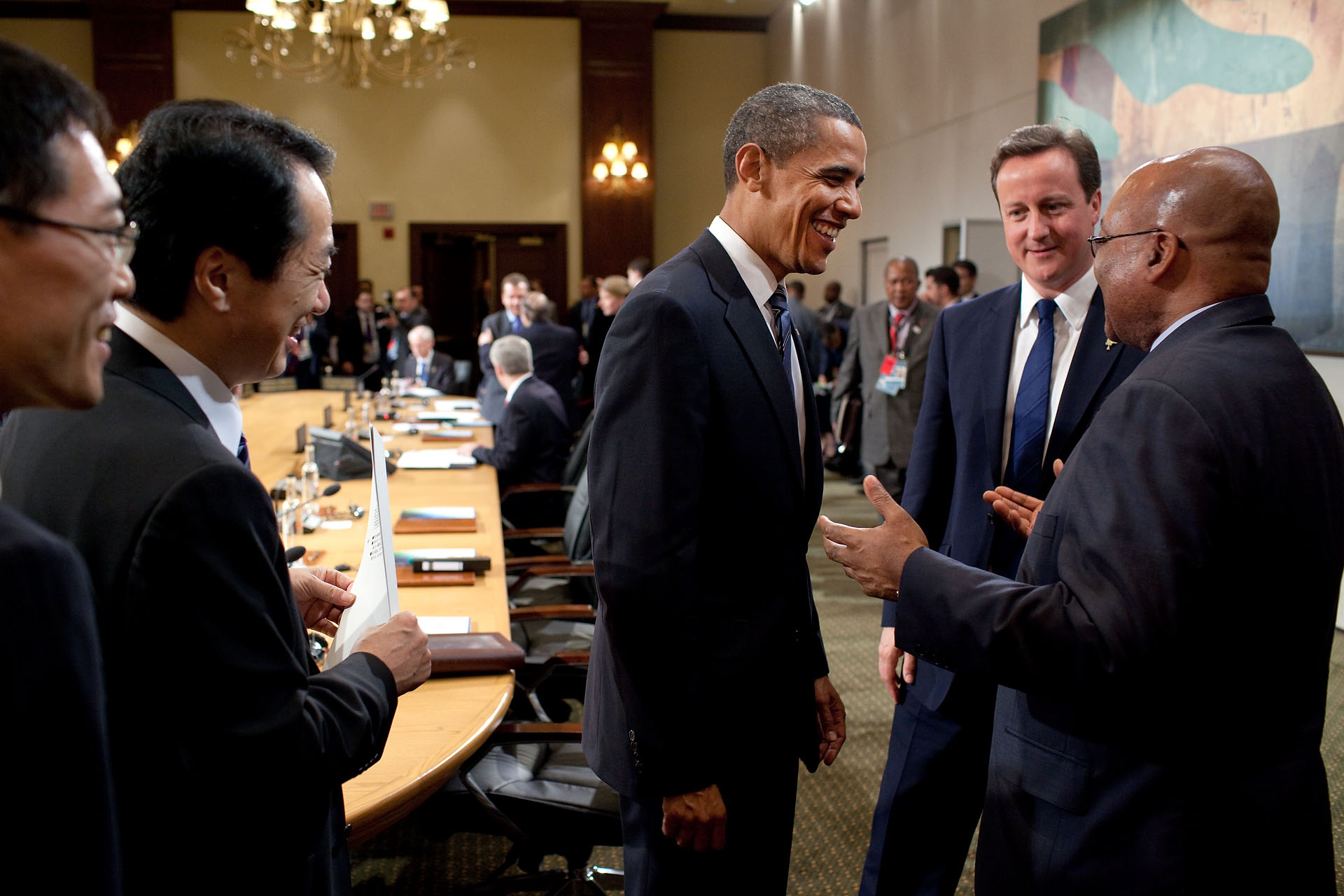
David conversa com líderes estrangeiro durante a 36º cúpula do G8, em 2010.

Em 2012, Cameron e a liderança escocesa aceitaram a realização de um referendo popular sobre a independência da Escócia. Desde o primeiro dia, o primeiro-ministro havia se mostrado contra a proposta de secessão e teria aceitado com relutância o referendo. Em setembro de 2014, ele, junto com vários políticos britânicos, fizeram apelos para que os escoceses votassem contra a separação. No final, mesmo terminando com o resultado que David queria (o 'não' venceu com 55% dos votos), sua postura durante e logo depois do referendo foi criticada por analistas políticos e por nacionalistas escoceses. Ao fim do mesmo mês, o parlamento britânico aprovou uma importante moção que autorizava uma intervenção armada britânica no Iraque, que havia descendido ao caos de uma nova guerra civil três anos depois da retirada das tropas ocidentais do país. No começo de dezembro de 2015, o Parlamento aprovou uma moção do seu governo para expandir os ataques aéreos britânicos para a Síria com o propósito de enfraquecer o grupo Estado Islâmico (EI) na região.
Em 7 de maio de 2015, Cameron liderou o partido conservador a conquistar nas eleições gerais a maioria absoluta no Parlamento do Reino Unido, com 36,9% dos votos (ou 11 334 920 eleitores), garantindo assim mais um mandato no cargo de Primeiro-ministro.

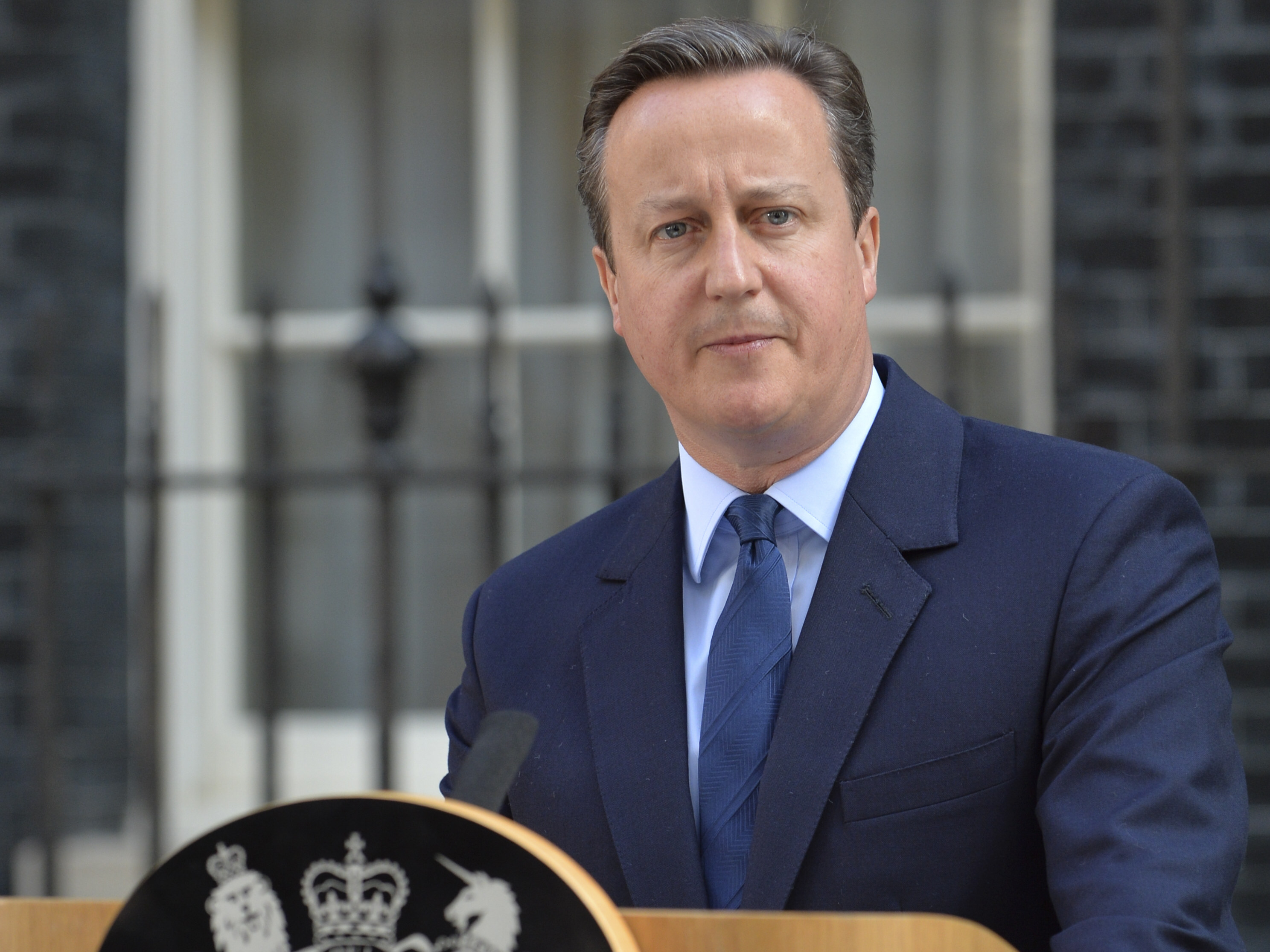
David Cameron anunciando sua renúncia, em 24 de junho de 2016

Em 23 de junho de 2016, o povo do Reino Unido votou em um referendo pela saída do país da União Europeia. Cameron fez extensa campanha contra a proposta de saída e, após fracassar, anunciou que renunciaria ao cargo de primeiro-ministro em outubro de 2016, quando acontecera a Conferência do Partido Conservador.

## Vida após o ministério
Uma vez que ele deixou o cargo de Chefe de Governo, Cameron manteve-se discreto da vida política e as subsequentes negociações do Brexit. Em janeiro de 2019, após a derrota de Theresa May na Câmara dos Comuns sobre o seu projeto de acordo de retirada da União Europeia, Cameron deu uma rara entrevista a repórteres fora de sua casa em Notting Hill, dizendo que apoiava o acordo de May sobre o Brexit com a UE e disse não se arrepender de ter convocando o referendo de 2016. Em 2020, se envolveu no "Escândalo Greensill", onde teria feito pressão junto ao governo para que a empresa Greensill Capital conseguir dinheiro público de um esquema de empréstimos governamentais que foi iniciado para apoiar empresas durante a recessão econômica relacionada com a Pandemia de COVID-19.
Em 13 de novembro de 2023, Cameron retornou ao governo, desta vez na função de Secretário dos Negócios Estrangeiros, da Commonwealth e do Desenvolvimento do Reino Unido no governo de Rishi Sunak.

## Legado
Cameron é saudado por revitalizar e modernizar o Partido Conservador britânico e também por estabilizar a economia do país e controlar a dívida pública nacional. Ao mesmo tempo ele também recebeu muitas críticas, de ambos os lados do espectro político, que o acusavam de oportunismo político e elitismo social. Durante seu governo ele apareceu várias vezes entre os dez primeiros colocados na lista da revista Forbes das pessoas mais poderosas do mundo.